# Detlev Spangenberg
Detlev Spangenberg (nascido em 10 de abril de 1944) é um político alemão. Nascido em Chemnitz, Saxônia, ele representa a Alternativa para a Alemanha (AfD). Detlev Spangenberg é membro do Bundestag do estado da Saxónia desde 2017.

## Vida
Durante o serviço militar na Alemanha Oriental, Spangenberg foi um espião da Stasi. Ele tornou-se membro do bundestag após as eleições federais alemãs de 2017. Ele é membro da Comissão das Petições e da Comissão da Saúde.